# Јана Клочкова
Јана Клочкова (рус. Я́на Алекса́ндровна Клочко́ва, укр. Яна Олександрівна Клочкова Симферопољ, 7. август 1982) бивша репрезентативка Украјине у пливању у дисцилинама 200 и 400 метара мешовитим стилом, двострука светска рекордерка на 400 м мешовито и светска пливачица године 2004.

## Спортска биографија
Колчкова живи у Кијеву. Јана Клочкова је најуспешнија пливачица мешовитим стилом прве деценије 21. века. Пробој на светску сцену направила је на Светском првенству 1998. у Перту, освојивши сребрну медаљу у на 400 м мешовито. На Олимпијским играма у Сиднеју 2000., победила је своје противнице у обе дисцилине мешовитог пливања и додала сребрну медаљу на 800 м слободним стилом. У 2001. и 2003. године, осваја 3 светске титуле у мешовитом пливању и једну на 400 м слободно.
На Олимпијским играма у Атини 2004., задржала је обе своје титуле олимпијске погбеднице у мешовити пливању, поставши прва пливачица којој је успело да то понови два пута за редом. Своју каријеру окончала је крајем 2004. године.
Поред наведених титула, Клочкова је такође освојио 10 титула светског првака 5 у дугим и 6 у кратким базенима, 10 европских титула у дугим и 9 кратким базенима. Клочкова, је проглашена пливачицом године за 2004.
На Летње олимпијске игре вратила се у Пекингу 2008. као барјактар украјинске олимпијске репрезентације.